# Мігель Анхель Герреро
Мігель Анхель Герреро (ісп. Miguel Ángel Guerrero Martín, нар. 12 липня 1990, Толедо) — іспанський футболіст, нападник клубу «Ібіца».

## Ігрова кар'єра
Народився 12 липня 1990 року в місті Толедо в родині іспанського футболіста Карлоса Герреро Сантьяго. Вихованець юнацьких команд футбольних клубів «Атлетіко», «Реал Мадрид», «Хетафе», «Толедо» та «Райо Вальєкано».
З 2009 року перебував у структурі «Альбасете», де спочатку грав у резервній команді, в якій провів два сезони, взявши участь у 60 матчах Терсери, четвертого за рівнем дивізіону Іспанії. 9 січня 2010 року він офіційно дебютував за першу команду, вийшовши на заміну в кінці гри проти «Рекреатіво» в рамках Сегунди, другого іспанського дивізіону. Втім в основній команді закріпитись так і не зумів.
Влітку 2011 року Герреро перейшов у «Спортінг» (Хіхон), втім і тут спочатку грав за дублюючу команду, що виступала у Сегунді Б, третьому дивізіоні країни. 19 серпня 2012 року він дебютував у складі основної команди, зігравши 25 хвилин в матчі Сегунди проти «Нумансії» (0:2) і поступово став гравцем першої команди, з якою у сезоні 2014/15 зайняв друге місце і вийшов у Ла Лігу. 23 серпня 2015 року дебютував у вищому іспанському дивізіоні в грі проти мадридського «Реалу», сенсаційно зігравши внічию 0:0. Загалом за сезон Мігель зіграв 23 матча у Ла Лізі і забив 2 голи, врятувавши команду від вильоту.
27 червня 2016 року підписав дворічну угоду з новачком Ла-Ліги «Леганесом», де провів два сезони, а 13 червня 2018 року погодився на трирічний контракт з грецьким «Олімпіакосом». Станом на 10 грудня 2018 року відіграв за клуб з Пірея 10 матчів в національному чемпіонаті.